# 棉马拉岛
棉马拉岛（直译：「美女岛」），是缅甸伊洛瓦底省博葛礼镇棉马拉岛野生动物保护区内的一座小岛。该岛位于北纬15度52分与东经97度17分的交汇处，博葛礼河河口与嘎东嘎尼河河口之间，距仰光西南约130公里。它位于博葛礼以南19公里（12 英里），地处伊洛瓦底江三角洲，海拔高度介于0至30米（0至98英尺）之间，覆盖着红树林沼泽。
该岛大部分地区位于海平面，最高点仅高出海平面约25米。因此，2008年5月气旋纳尔吉斯途径缅甸期间拍摄的卫星图像显示，整个棉马拉岛都沉没在海底。根据政府规定，除前哨站外，任何人都不得在岛上定居。尽管有严格的法律措施，但目前岛上存在非法捕鱼现象，且仍然存在非法砍伐的情况。